# Розсміши коміка. Діти
Розсміши коміка. Діти — українське гумористичне талант-шоу, де можуть брати участь діти у віці 5 - 15 років. Ведуча — Настя Каменських.

## Процес
Взяти участь у шоу може кожна дитина віком від 5 до 15 років (тому дане телевізійне шоу можна вважати шоу талантів). Для цього треба завітати у визначений день на кастинг і вдало його пройти. Після цього учасник запрошується на сцену.
Мета учасника — змусити членів журі (Юрія Ткача та Євгена Кошового, в 1 - 3 сезонах Володимира Зеленського та Євгена Кошового) засміятись або хоча б посміхнутись. Це зробити необхідно протягом однієї хвилини. Якщо йому це вдається, він «виграє» одну тисячу гривень. Далі він має право або продовжити участь, або забрати гроші.
Якщо учасник обирає продовжити гру, в нього є наступна хвилина, щоб розсмішити чи змусити посміхнутись коміків. Якщо йому це вдається, він «виграє» п'ять тисяч гривень. Якщо ні, він залишається ні з чим. Наступною межею є десять тисяч гривень, далі двадцять тисяч гривень, після чого можна заробити п'ятдесят тисяч гривень. Якщо учасник програє на будь-якому з цих етапів, він втрачає кошти. Гроші виплачуються відразу, безпосередньо на місці події.

## У головних ролях
| Коміки/ведучі        | Сезони | Сезони | Сезони | Сезони |
| Коміки/ведучі        | 1      | 2      | 3      | 4      |
| Настя Каменських     | Ведуча | Ведуча | Ведуча | Ведуча |
| -------------------- | ------ | ------ | ------ | ------ |
| Володимир Зеленський | Комік  | Комік  | Комік  |        |
| Євген Кошовий        | Комік  | Комік  | Комік  | Комік  |
| Юрій Ткач            |        |        |        | Комік  |

## Окремі випадки
- Ведуча декілька разів мінялася з коміками місцями.
- В шоу брали участь дочки коміків — Олександра Зеленська та Варвара Кошова.
- Також у шоу брали участь діти інших відомих людей.[9][10]